# Бочковецька сільська рада
Бочкове́цька сільська́ ра́да — адміністративно-територіальна одиниця та орган місцевого самоврядування в Хотинському районі Чернівецької області. Адміністративний центр — село Бочківці.

## Загальні відомості
- Населення ради: 2 004 особи (станом на 2001 рік)

## Населені пункти
Сільській раді були підпорядковані населені пункти:
- с. Бочківці

## Склад ради
Рада складалася з 16 депутатів та голови.
- Голова ради: Боднар Ніна Георгіївна
- Секретар ради: Урсата Світлана Андріївна

### Керівний склад попередніх скликань
| Прізвище, ім'я, по батькові | Основні відомості                                                                       | Дата обрання | Дата звільнення |
| --------------------------- | --------------------------------------------------------------------------------------- | ------------ | --------------- |
| Боднар Ніна Георгіївна      | Сільський голова, 1960 року народження, освіта вища, член Соціалістичної партії України | 26.03.2006   | 31.10.2010      |
| Боднар Ніна Георгіївна      | Сільський голова, 1960 року народження, освіта вища, позапартійна                       | 31.10.2010   |                 |

Примітка: таблиця складена за даними сайту Верховної Ради України

### Депутати
За результатами місцевих виборів 2010 року депутатами ради стали:

#### За суб'єктами висування
| Суб'єкт висування | Кількість обраних депутатів | %   |
| ----------------- | --------------------------- | --- |
| Партія регіонів   | 16                          | 100 |

#### За округами
| № округу        | Прізвище, ім'я, по батькові       | Дата визнання обраним | Освіта             | Партійна приналежність | Відомості про обраного депутата                                                   |
| --------------- | --------------------------------- | --------------------- | ------------------ | ---------------------- | --------------------------------------------------------------------------------- |
| Партія регіонів |                                   |                       |                    |                        |                                                                                   |
| 1               | Молдован Валерій Павлович         | 31.10.2010            | вища               | член Партії регіонів   | тимчасово не працює                                                               |
| 2               | Вепрюк Дмитро Анатолійович        | 31.10.2010            | середня            | член Партії регіонів   | пенсіонер                                                                         |
| 3               | Тулюлюк Віктор Олександрович      | 31.10.2010            | середня            | член Партії регіонів   | тимчасово не працює                                                               |
| 4               | Тулюлюк Олександр Вікторович      | 31.10.2010            | вища               | член Партії регіонів   | Шиловецька загальноосвітня школа І-ІІІ ст. , вчитель музики і педагог організатор |
| 5               | Шовган Валентин Сидорович         | 31.10.2010            | середня спеціальна | член Партії регіонів   | тимчасово не працює                                                               |
| 6               | Синогач Валентин Йосипович        | 31.10.2010            | середня            | член Партії регіонів   | пенсіонер                                                                         |
| 7               | Топорівський Віталій Валентинович | 31.10.2010            | середня            | член Партії регіонів   | Грозинецька загальноосвітня школа І-ІІІ ст., вчитель                              |
| 8               | Пасічник Арета Семенівна          | 31.10.2010            | середня спеціальна | член Партії регіонів   | Грозинецька дільнична лікарня, медична сестра                                     |
| 9               | Урсата Світлана Андріївна         | 31.10.2010            | середня            | член Партії регіонів   | Бочковецька сільська рада, секретар                                               |
| 10              | Тулюлюк Олександр Вікторович      | 31.10.2010            | середня спеціальна | член Партії регіонів   | Колінківське лісництво, майстер                                                   |
| 11              | Горченко Юрій Валентинович        | 31.10.2010            | вища               | член Партії регіонів   | тимчасово не працює                                                               |
| 12              | Буга Валентин Васильович          | 31.10.2010            | середня            | член Партії регіонів   | тимчасово не працює                                                               |
| 13              | Грижак Іван Онуфрійович           | 31.10.2010            | середня спеціальна | член Партії регіонів   | Бочковецька сільська рада, спеціаліст ІІ категорії з питань земельних відносин    |
| 14              | Фокша Тетяна Петрівна             | 31.10.2010            | середня            | член Партії регіонів   | Бочковецьке відділення поштового зв'язку, листоноша                               |
| 15              | Неврянська Людмила Павлівна       | 31.10.2010            | середня спеціальна | член Партії регіонів   | Бочковецька сільська рада, інспектор з соціального захисту населення              |
| 16              | Гончар Галина Василівна           | 31.10.2010            | середня спеціальна | член Партії регіонів   | ПШМД дитячого травматологічного відділення, медична сестра                        |